# Gouvernement Matata I
Pour les articles homonymes, voir Gouvernement Matata.
Troisième République
Muzito III Matata II
Le gouvernement Matata I est le gouvernement de la république démocratique du Congo du 28 avril 2012, au 7 décembre 2014.

## Action
La bancarisation est un œuvre du gouvernement Matata Ponyo. Elle a été accélérée quand il est devenu premier ministre. Aujourd'hui[Quand ?] on estime que 75 % des fonctionnaires congolais perçoivent leur salaire sur un compte courant.

## Composition
Le gouvernement est composé de 2 vice-Premiers ministres, 26 ministres et 8 vice-ministres, comme suit.

### Premier ministre
| Image | Fonction         | Nom                   | Parti politique       |
| ----- | ---------------- | --------------------- | --------------------- |
|       | Premier ministre | Augustin Matata Ponyo | PPRD[réf. nécessaire] |

### Vice-Premiers ministres
| Image | Fonction                                 | Nom                   |
| ----- | ---------------------------------------- | --------------------- |
|       | Budget                                   | Daniel Mukoko Samba   |
|       | Défense Nationale et Anciens Combattants | Alexandre Luba Ntambo |

### Ministres
| Image | Fonction                                                                                          | Nom                                    |
| ----- | ------------------------------------------------------------------------------------------------- | -------------------------------------- |
|       | Délégué auprès du Premier Ministre, chargé des Finances                                           | Patrice Kitebi Kibol Mvul              |
|       | Affaires Foncières                                                                                | Robert Mbwinga Bila                    |
|       | Affaires Sociales, Action Humanitaire et Solidarité Nationale                                     | Charles Nawej Mundele                  |
|       | Affaires étrangères, Coopération internationale et Francophonie                                   | Raymond Tshibanda N’tungamulongo       |
|       | Agriculture et Développement Rural                                                                | Jean Chrisostome Vahamwiti Mukesyayira |
|       | Aménagement du Territoire, Urbanisme, Habitat, Infrastructures, Travaux Publics et Reconstruction | Fridolin Kasweshi                      |
|       | Emploi, Travail et Prévoyance sociale                                                             | Modeste Bahati Lukwebo                 |
|       | Enseignement Primaire, Secondaire et Professionnel                                                | Maker Mwangu Famba                     |
|       | Enseignement supérieur, universitaire et Recherche scientifique                                   | Chelo Lotsima                          |
|       | Environnement, Conservation de la nature et tourisme                                              | Bavon N’sa Mputu Elima                 |
|       | Fonction publique                                                                                 | Jean-Claude Kibala                     |
|       | Genre, Famille et Enfant                                                                          | Geneviève Inagosi                      |
|       | Hydrocarbures                                                                                     | Crispin Atama Tabe                     |
|       | Industrie, Petites et Moyennes Entreprises                                                        | Remy Musungayi Bampale                 |
|       | Intérieur, Sécurité, Décentralisation et Affaires coutumières                                     | Richard Muyej Mangeze                  |
|       | Jeunesse, Sports, Culture et Arts                                                                 | Banza Mukalay Nsungu                   |
|       | Justice et Droits humains                                                                         | Wivine Mumba Matipa                    |
|       | Mines                                                                                             | Martin Kabwelulu                       |
|       | Médias, chargé des Relations avec le Parlement et de l’Initiation à la nouvelle citoyenneté       | Lambert Mende Omalanga                 |
|       | Plan et Suivi de la Mise en œuvre de la révolution de la modernité                                | Célestin Vunabandi Kanyamihigo         |
|       | Portefeuille                                                                                      | Louise Munga Mesozi                    |
|       | Postes, Télécommunications et Nouvelles technologies de l’information et de la communication      | Tryphon Kin-Kiey Mulumba               |
|       | Ressources hydrauliques et Électricité                                                            | Bruno Kapanji Kalala                   |
|       | Santé publique                                                                                    | Félix Kabange Numbi Mukwampa           |
|       | Transports et Voies de communication                                                              | Justin Kalumba Mwana Ngongo            |
|       | Économie et Commerce                                                                              | Jean-Paul Nemoyato Begepole            |

### Vice-ministres
| Image | Fonction                                           | Nom                        |
| ----- | -------------------------------------------------- | -------------------------- |
|       | Affaires étrangères                                | Tunda ya Kasende           |
|       | Budget                                             | Abayuwe Liska              |
|       | Coopération internationale et régionale            | Dismas Magbengu Swana Emin |
|       | Droits humains                                     | Sakina Binti               |
|       | Décentralisation et des Affaires coutumières       | Égide Ngokoso              |
|       | Enseignement primaire, secondaire et professionnel | Maguy Rwakabuba            |
|       | Finances                                           | Roger Shulungu Runika      |
|       | Plan                                               | Sadock Biganza             |